# NGC 3641
NGC 3641 ist eine Elliptische Galaxie vom Hubble-Typ E0 im Sternbild Löwe auf der Ekliptik. Sie ist schätzungsweise 74 Millionen Lichtjahre von der Milchstraße entfernt und hat einen Durchmesser von etwa 20.000 Lichtjahren.
Gemeinsam mit sechs weiteren Galaxien ist sie Mitglied der NGC 3640-Gruppe (LGG 233).

Im selben Himmelsareal befindet sich u. a. die Galaxie NGC 3630, NGC 3640, NGC 3643, NGC 3647.
Das Objekt wurde am 22. März 1865 von Albert Marth entdeckt.